# せいふく舎
株式会社せいふく舎（せいふくしゃ）は、1987年から1992年にかけて活動した日本のアダルトビデオメーカーである。

## 沿革
1987年8月設立。社長の山田光俊は、1980年代初頭に村西とおるが率いた日本最大の裏本チェーン「北大神田書店グループ」で、販売部門の責任者を務めたこともある。第1回リリースは桜沢ありす「ナース・ドリーム 虐愛夢」と豊田香里奈「スチュワーデス・ドリーム 惨愛夢」（1987年10月8日）。
社名のとおり制服にこだわった作品が多く、「制服ロマン」シリーズ（沙緒＝広田まみ、井上真美他）、「ナースメモリー」シリーズ（前原祐子、鮎川真理他）、「ムーンライトバニー」シリーズ（美穂由紀、樹まり子他）などといった有名女優を起用した制服ものがヒットした。初期には村西とおる（当時クリスタル映像所属）が「松本源一郎」という変名で作品を制作していた。
1980年代末以降、いわゆるAV不況により単体女優ものの売れ行きが鈍化、厳しい経営状態に陥り、1992年1月に倒産した。

## 主要レーベル
- せいふく舎
- 金賞